# Klevekåpa
Klevekåpa (norwegisch für Schrankumhang) ist ein 2910 m hoher Berg im ostantarktischen Königin-Maud-Land. In den Filchnerbergen der Orvinfjella ragt er mit seiner steil abfallenden Südostseite an der Nordwestflanke der Mündung des Snuggerudbreen auf. 
Norwegische Kartographen, die ihn auch benannten, kartierten ihn anhand von Vermessungen und Luftaufnahmen der Dritten Norwegischen Antarktisexpedition (1956–1960).